# Alianza de Centro (Chile)
Alianza de Centro (ALCE) fue una coalición electoral chilena de centroderecha conformada por los partidos Democracia Radical (DR) y Avanzada Nacional (AN) junto a agrupaciones independientes y nacionalistas para las elecciones presidenciales y parlamentarias de 1989.

## Historia
El pacto fue lanzado el 11 de agosto de 1989. Aparte de AN y DR, estaba integrada por movimientos independientes como el Gran Frente de Chile, el Centro Democrático Libre, el Movimiento Independiente de Centro y el Partido Socialdemócrata, que se encontraba en formación. Su objetivo era unir a distintas fuerzas de centro y derecha partidarias de la dictadura militar —del general Augusto Pinochet— como alternativa a la coalición Democracia y Progreso, integrada por Renovación Nacional y la Unión Demócrata Independiente.
El símbolo electoral de la coalición, utilizado en las papeletas de votación, consistía en una fusión de los emblemas de los 2 partidos que la componían: los cóndores del logotipo de la Democracia Radical sobre la escarapela del emblema de Avanzada Nacional.
Presentó 62 candidatos a senador y diputado en las elecciones parlamentarias de ese año, pero no obtuvo escaño alguno. Avanzada Nacional y gran parte de los movimientos de la Alianza apoyó al candidato presidencial independiente Francisco Javier Errázuriz, mientras que Democracia Radical respaldó al candidato de la derecha, Hernán Büchi Buc.
La coalición se disolvió luego de que los 2 partidos que la componían fueron disueltos por el Servicio Electoral de Chile el 17 de julio de 1990. Estos, más el Partido Nacional, formaron el partido Democracia Nacional de Centro.

## Resultados electorales

### Elecciones parlamentarias de 1989

#### Diputados
| Partido            | Votos   | Porcentaje | Candidatos | Electos |
| Avanzada Nacional  | 57 574  | 0,86       | 26         | 0       |
| Democracia Radical | 28 575  | 0,42       | 10         | 0       |
| Independientes     | 91 793  | 1,35       | 26         | 0       |
| Total              | 177 942 | 2,62       | 62         | 0       |

Fuente: Ministerio del Interior de Chile.

#### Senadores
| Partido            | Votos  | Porcentaje | Candidatos | Electos |
| Avanzada Nacional  | 697    | 0,01       | 1          | 0       |
| Democracia Radical | 28 695 | 0,42       | 2          | 0       |
| Independientes     | 62 015 | 0,91       | 3          | 0       |
| Total              | 91 407 | 1,34       | 6          | 0       |